# 卡霍基亞 (伊利諾伊州)
卡霍基亞（英語：Cahokia）是位於美國伊利諾伊州聖克萊爾縣的一個村落。

## 地理
卡霍基亞的座標為38°33′43″N 90°10′22″W / 38.56194°N 90.17278°W，而該地最高點為海拔高度124米（即407英尺）。

## 人口
根據2010年美國人口普查的數據，卡霍基亞的面積為26.72平方千米，當中陸地面積為25.28平方千米，而水域面積為1.44平方千米。當地共有人口749人，而人口密度為每平方千米28人。